# Claus Johansen (maler)
 For alternative betydninger, se Claus Johansen. (Se også artikler, som begynder med Claus Johansen)
Claus Johansen (født 27. september 1877 i Ågerup ved Holbæk, død 21. oktober 1943 i Rønne) var en dansk kunstmaler, udlært som håndværksmaler, som kunstner autodidakt. Flere af Claus Johansen malerier er solgt på auktioner til gode priser, uagtet deres liden størrelse f.eks. Landskab med trægruppe 33 x 42 cm. til 26.000 kr. Rekorden for et maleri af Claus Johansen er 34.000 kr., det er solgt af Bruun Rasmussen 12. september 2017 online, nr. 1737/507. Kornmark, gråvejr, det måler 23 x 33 cm.
Maleren Claus Johansens ret enestående produktion, formentlig godt 250 oliemalerier og en del tegninger og akvareller, er stort set ukendt uden for Bornholm. Med sine små, distinkte malerier fortolkede han landskabet som både virkelighed og komposition og var en pioner inden for udviklingen af et moderne maleri.
Selvom Oluf Høst støttede Claus Johansen både moralsk og materielt, forblev han en outsider og indgik aldrig som en del af en sammentømret kunstnerkreds på Bornholm. Både socialt og malerisk gik Johansen sine egne veje. I 1938 fremhævede Oluf Høst hans kvaliteter i et avisindlæg, og især den tyske kunstsamler Herbert von Garvens viste stor interesse for ham.
Som friluftsmaler var Johansen således optaget af det opdyrkede landskab med marker og veje. Hist og her dukker telefonpæle eller vejtræer op, men malerier er uden mennesker og storslået natur i traditionel forstand; de er små i format og som regel skabt i én arbejdsgang. Det skaber de særlige ’stemninger’ i hans billedunivers, der siges at have slægtskab med kunstnere som Vilhelm Hammershøi og L.A. Ring.
Han ligger begravet ved siden af vennen Otto J. Lund ved Ruts Kirke.
Claus Johansen er portrætteret af Eli Rasmussen.
| - Andre værker af Claus Johansen - Solopgang, 1921, - Roekule, 1930 - Parti ved Emdrup, 1936 (Blyant på svært, gulligt og eftermørknet papir) - Telefonpæle i vintertåge, 1937 - Marevadgaard, 1938 - Sommersol, 1938 - Bornholmsk landskab (uden dato) - Stenbrud ved Vang (uden dato) - Bondehus (uden dato) - Pløjejord i gråvejr (uden dato) - Landskab med træer (uden dato) (Pensel og tuschlavering) |